# Alon Orlitsky
Alon Orlitsky (* 25. Juli 1958) ist ein israelischer Informationstheoretiker.
Orlitsky studierte an der Ben-Gurion-Universität Mathematik und Elektroingenieurwesen mit dem Bachelor-Abschluss 1980 (Mathematik) bzw. 1981 (Elektrotechnik) und wurde 1986 an der Stanford University bei Abbas El Gamal promoviert (Communication issues in distributed computing). Von 1986 bis 1996 war er an den Bell Laboratories (Mathematical Sciences Research Center und Communications Analysis Research Department). 1996/97 war er bei der New Yorker Investfirma D. E.  Shaw (als Quant) und ab 1997 lehrt und forscht er an der University of California, San Diego (Jacobs School of Engineering).  Er ist Gründer des Information Theory and Applications Center (einen Workshop dazu startete er 2006) der UCSD und ist QUALCOMM Professor für Informationstheorie und ihre Anwendungen.
Von 2011 bis 2014 war er Direktor des Center for Wireless Communications der UCSD.
Er befasst sich mit Kommunikations-Komplexität, interaktiver Kommunikation (von Sender und Empfänger), Quellcodierung, Sprachverarbeitung und Spracherkennung, Maschinenlernen, neuronale Netzwerke  und Wahrscheinlichkeitsschätzungen (statistische Modellierung).
1981 war er ITT International Fellow. 1992 erhielt er den IEEE W.R.G. Baker Award. Für 2021 erhielt er den Claude E. Shannon Award.
2016 war er Präsident der Information Theory Society und war 2006 Ko-Rezipient von deren Paper Award.

## Schriften (Auswahl)
- mit anderen (Hrsg.): Theoretical advances in neural computation and learning, Kluwer 1994
- mit J. R. Roche: Coding for computing, Proceedings of IEEE 36th Annual Foundations of Computer Science, 1995, S. 502–511
- mit J. Korner: Zero-error information theory, IEEE Transactions on Information Theory, Band 44, 1998, S. 2207–2229
- mit N. P. Santhanam, J. Zhang: Always good turing: Asymptotically optimal probability estimation, Science, Band 302, 2003, S. 427–431
- mit N. P. Santhanam, J. Zhang: Universal compression of memoryless sources over unknown alphabets, IEEE Transactions on Information Theory, Band 50, 2004, S. 1469–1481
- mit K. Viswanathan, J.  Zhang: Stopping set distribution of LDPC code ensembles, IEEE Transactions on Information Theory, Band 51, 2005, S. 929–953